# Stoa-reeks
De STOA-reeks, (43 delen) die van 1959 tot en met 1969 verscheen bij uitgeverij G.A. van Oorschot in Amsterdam, was een reeks van boeken in het essayistische en (semi-)autobiografische genre. Bekend waren de herdrukken van werk van Menno ter Braak, terwijl ook de brievenboeken van (toen nog) G.K. van het Reve grote oplagen behaalden. 
De vormgeving door Helmut Salden was uniform: de ingenaaide delen hadden een grijs stofomslag, waarbij op het voorplat in een brede, gekleurde balk de letters STOA in diapositief waren uitgespaard. Auteursnaam, titel en uitgeversimprint daarentegen waren in gewone druk.
- 1959 - H.A. Gomperts - De schok der herkenning
- 1959 -  A. Morriën - Concurreren met de sterren
- 1959 - R. Nieuwenhuys - Tussen twee vaderlanden
- 1960 - A. Horsman (red.) - Anekdoten over Multatuli
- 1960 - Menno ter Braak - Politicus zonder partij
- 1960 - Alexander Cohen - In opstand
- 1960 - H.A. Gomperts - Jagen om te leven
- 1961 - D. Hillenius - Tegen het vegetarisme
- 1961 - Alexander Cohen - Van anarchist tot monarchist I
- 1961 - Alexander Cohen - Van anarchist tot monarchist II
- 1961 - M. ter Braak - Van oude en nieuwe christenen
- 1962 - M. ter Braak - Het carnaval der burgers
- 1962 - M. ter Braak - Demasque der schoonheid
- 1962 - Karel van het Reve - Rusland voor beginners
- 1962 - J. Talma - Erotisch schimmenspel
- 1962 - J.H.W. Veenstra - d’Artagnan tegen Jan Fuselier
- 1962 - H. Neubronner v.d. Tuuk - De pen in gal gedoopt
- 1963 - M. ter Braak - Het tweede gezicht
- 1963 - M. ter Braak - In gesprek met de vorigen
- 1963 - H.A. Gomperts - De geheime tuin
- 1963 - Gerard Kornelis van het Reve - Op weg naar het einde
- 1964 - M. ter Braak - In gesprek met de onzen
- 1964 - Kees Fens - De eigenzinnigheid van de literatuur
- 1964 - R. Nieuwenhuys - De dominee en zijn worgengel
- 1964 - Karel van het Reve (samenst.) - De literator en de holbewoner (100 brieven: I. Toergenjev en L. Tolstoj)
- 1965 - M. ter Braak - Afscheid v. domineesland/Man tegen man
- 1965 - J. de Kadt - Beweringen en bewijzen
- 1965 - J. de Kadt - Ketterse kanttekeningen
- 1965 - E. du Perron - Uren met Dirk Coster/De smalle mens I
- 1965 - E. du Perron - De smalle mens II
- 1965 - L. Vogel - Dagboek uit een kamp
- 1966 - H. Drion - Het conservatieve hart
- 1966 - Kees Fens - De gevestigde chaos
- 1966 - F.W. Junghuhn - De onuitputtelijke natuur
- 1966 - Multatuli - Minnebrieven
- 1966 - E. du Perron -  De smalle mens
- 1966 - Gerard Kornelis van het Reve - Nader tot U
- 1966 - G.K. van het Reve - Op weg naar het einde
- 1966 - Ch. B. Timmer - Rusland zwart op wit
- 1967 - M. ter Braak - Reinaert op reis
- 1967 - Multatuli - 1000 en enige hoofdst. over specialiteiten
- 1967 - Marcellus Emants - Pro domo
- 1968 - J. van Oudshoorn - Het  onuitsprekelijke
- 1969 - Karel van het Reve - Het geloof der kameraden